# Колонна, Маркантонио (1523—1597)
Марканто́нио Коло́нна (итал. Marcantonio Colonna, или Ма́рко Анто́нио Коло́нна-ста́рший (лат. Marcus Antonius Columna seniore; ок. 1523, Рим, Папская область — 13 марта 1597, Дзагароло, Папская область) — римский аристократ из рода Колонна, архиепископ Таранто и Салерно, кардинал-епископ Палестрины. Камерленго Коллегии кардиналов и глава Ватиканской апостольской библиотеки. Участник Тридентского собора.

## Биография

### Происхождение
Маркантонио Колонна родился в Риме около 1523 года. Он был вторым ребёнком из шести детей в семье римских аристократов Камилло Колонна, 1-го герцога Дзагароло, сеньора Калабритто, и Виктории Колонна, наследной сеньоры Дзагароло, Галликано и Колонна. Родители его принадлежали к разным ветвям одного дома. По отцовской линии Маркантонио приходился внуком Марчелло Колонна из рода герцогов Траэты, сеньору Калабрито. По материнской линии он был внуком Пьерфранческо Колонна из рода сеньоров Палестрины, сеньора Дзагароло, Галликано, Колонна. Дед будущего кардинала по материнской линии был отлучён от церкви. Маркантонио также приходился внучатым племянником кардиналу Помпео Колонна, двоюродному брату обоих его дедов.

### Начало карьеры
Маркантонио получил богословское и философское образование под руководством священника-францисканца Феличе Перетти-Монтальто, будущего римского папы под именем Сикста V. В 1549 году его дядя-архиепископ Франческо Колонна уступил ему место аббата-коммендатария в аббатстве Субиако, к управлению над которым он приступил в 1559 году и управлял им в течение тридцати лет. По просьбе испанского короля 9 июля или 7 августа 1560 года Маркантонио был номинирован римским папой Пием IV в архиепископы Таранто. Взойдя на кафедру, он провёл синод, основал епархиальную семинарию и даровал милостыню капелле Святой Агнессы.
В 1562—1563 годах Маркантонио присутствовал на заседаниях третьей сессии Тридентского собора. Он принимал активное участие в дискуссиях о прерогативе римских пап при назначении на кафедры епископов и в обсуждении проблем внутрицерковной реформы. Маркантонио рассчитывал получить на соборе сан кардинала, а когда этого не случилось, был крайне возмущён. В мае 1564 года он прибыл в Рим, где сумел договориться с епископом Тиволи о совместном управлении над аббатством Субиако и прилегающими к нему территориями.
12 марта 1565 года римский папа Пий IV даровал ему сан кардинала, и 15 мая того же года он был возведен в сан кардинала-пресвитера Санти-Додичи-Апостоли. В следующем году папа Пий V ввёл его в комиссию, занимавшуюся правками в декрете Грациана. В 1569 году Маркантонио вошёл в состав комиссии, в соответствии с решениями Тридентского собора занимавшейся подготовкой к официальному изданию латинского перевода Библии — Вульгаты. В марте 1571 года он стал одним из шести кардиналов, которым поручили изучить и опровергнуть Аугсбургское исповедание и Магдебургские центурии.

### В Салерно
13 октября 1568 года Маркантонио стал архиепископом Салерно. Он прибыл в свою архиепархию в 1573 году и сразу начал реформу в соответствии с постановлениями Тридентского собора: провёл синод, основал архив, завершил строительство семинарии, которую заложил его предшественник, лично посетил ряд приходов.
В феврале 1574 года он отлучил от церкви Ферранте Мадригали, капитана Монтекорвино, обвинив его в посягательстве на церковные юрисдикцию и бенефиции в Салерно. За капитана заступился вице-король Неаполитанского королевства и потребовал снять отлучение. Архиепископ не подчинился. Возник конфликт, в которой оказались втянуты двор в Мадриде и курия в Риме. Из курии Маркантонио посоветовали отстаивать церковные интересы, избегая скандалов, но он остался при своём мнении. В конце концов, позиция архиепископа сделала его нежелательной персоной на территории Неаполитанского королевства. С самого начала его пребывание в Салерно воспринималось им как изгнание из Рима. Теперь он мог вернуться обратно. 25 июня 1574 года Маркантонио передал кафедру новому архиепископу. 24 декабря того же года в Риме, знаменуя начало юбилейного года, он открыл двери базилики святого Иоанна на Латеранском холме.

### В Риме
По возвращении в Рим Маркантонио жил на средства, которые получал как аббат-коммендатарий Субиако. В 1566 году в аббатстве он восстановил церковь Святого Авундия, освятив её заново в честь Святого Андрея. Здесь же им были основаны семинария, монастыри капуцинов и бенедиктинок. 5 декабря 1580 года ему был дан титул кардинала-священника Сан-Пьетро-ин-Винколи. В 1585 году Маркантонио отказался от аббатства в пользу своего племянника Камилло Колонна. В 1580—1581 годах он нёс служение легата римского папы в Анконской марке и части Кампании, входившей в состав Папской области. Используя жесткие методы, Маркантонио искоренил бандитизм на вверенной ему территории. 11 мая 1587 года он стал кардиналом-епископом Палестрины. В 1588 году римский папа Сикст V позволил ему вернуть в Палестрину мощи святого Агапита. Тот же понтифик утвердил Конгрегацию Индекса, одним из членов которой был назначен Маркантонио.
Когда испанский король Филипп II потребовал от римского папы Сикста V наложить интердикт на французское королевство, тот отказал, и возник конфликт, в котором Маркантонио выступил на стороне Святого Престола. Несмотря на это, кардинал всегда принадлежал к происпанской партии, но не рассматривался двором в Мадриде в качестве своего кандидата на конклаве в сентябре 1590 года. Маркантонио попытался самостоятельно выдвинуть свою кандидатуру в римские папы, но из-за малого числа своих сторонников был вынужден отказаться от этой идеи. На конклаве в октябре—декабре 1590 года он вошёл в список кандидатов от испанского королевства. Маркантонио был близок к победе на выборах, но уступил кардиналу Никколо Сфондрати.

### Поздние годы
В начале 1591 года кардинал был назначен председателем комитета по редакции Вульгаты, прошлогоднее издание которой было признано неудовлетворительным. Под руководством Маркантонио на его вилле в Дзагаролло комиссия за девятнадцать дней провела полную редакцию библейских текстов, и 9 ноября 1592 года появилось новое издание Библии на латинском языке. В это же время, 14 февраля 1591 года Маркантонио был назначен кардиналом-протектором Ватиканской апостольской библиотеки, став на этом посту преемником кардинала Чезаре Баронио. При нём была продолжена масштабная работа по каталогизации фондов библиотеки, переехавшей в новое здание и значительно пополнившейся новыми печатными изданиями. В работе Маркантонио помогал его племянник кардинал Асканио Колонна, служивший при дяде вице-библиотекарем.
На конклавах 1591 и 1592 годов кардинал снова был в списке кандидатов от испанского королевства, но на обоих выборах снова потерпел неудачу. Маркантонио умер в Дзагароло 14 марта 1597 года. Он был похоронен в церкви Богоматери Милостивой при монастыре францисканцев-конвентуалов в Дзагароло.